# Distretto di Kiti
Il distretto di Kiti è un distretto dell'Afghanistan appartenente alla provincia del Daikondi. Viene stimata una popolazione di 16 832 abitanti (stima 2016-17).